# Jacques-Joseph de Gourgue
Pour les autres membres de la famille, voir Famille de Gourgue.
Jacques-Joseph de Gougue , né à Bordeaux vers 1649 et mort le 7 septembre 1724, est un évêque français du XVIIe siècle et du début du XVIIIe siècle. Il est évêque de Bazas.  

## Biographie
Jacques-Joseph de Gourgue est le fils d'un président à mortier au parlement de Bordeaux.
Il est docteur en théologie, prieur de Saint-Caprais d'Agen, et l'un des députés du second ordre dans l'assemblée du clergé en 1682. Il est nommé au diocèse de Bazas par Louis XIV, mais à cause des brouilleries qui ont lieu entre le pape et la cour de France et le Saint-Siège dans le cadre de l'affaire de la régale, il n'est confirmé que 9 ans plus tard le 13 octobre 1693 et consacré en novembre la même année par Louis de Baradat l'évêque de Vabres. 
De Gourgue fait réparer le palais épiscopal, après l'incendie de 1667, et fait agrandir l'hôpital. Il achète une maison sur l'arrière de son palais et fait faire à la place un nouveau jardin. De Gourgue confie la direction de son séminaire aux barnabites, établit les bénédictins à Casteljaloux, les vierges de la Propagation de la foi à Monségur, les capucins et les cordeliers à La Réole.